# Марнгайм
Марнгайм (нім. Marnheim) — громада в Німеччині, розташована в землі Рейнланд-Пфальц. Входить до складу району Доннерсберг. Складова частина об'єднання громад Кірхгаймболанден.
Площа — 9,97 км2. Населення становить 1697 ос. (станом на 31 грудня 2020).

## Галерея

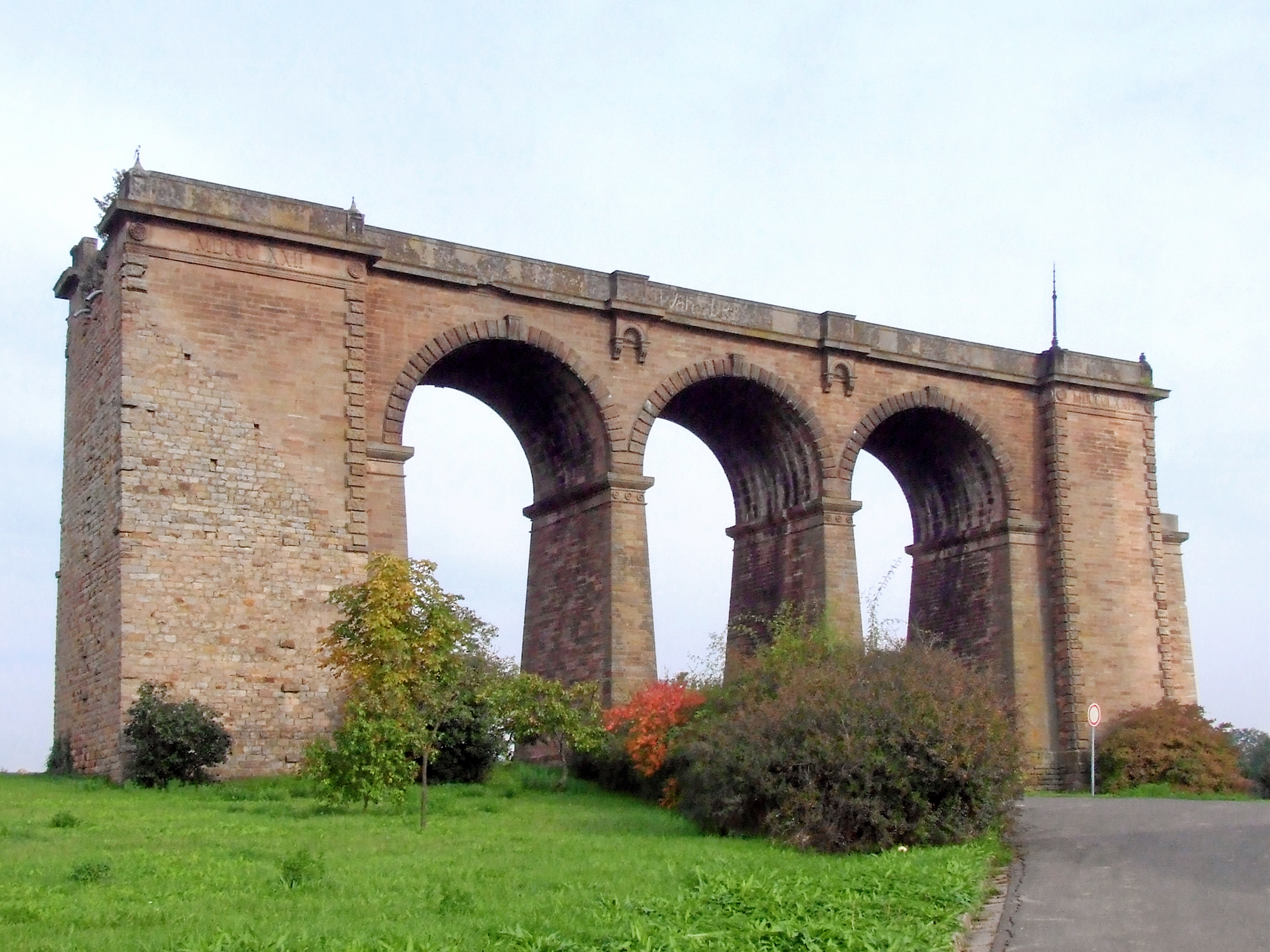